# Seán Smyth
Seán Smyth is een vioolspeler, die deel uitmaakt van de traditionele Ierse muziekgroep Lúnasa. Hij werd geboren in Straide in County Mayo en woont nu in Galway. De plaats Straide was ook de geboorteplaats van Michael Davitt. Smyth komt uit een zeer muzikale familie. Zijn zussen Cora en Breda zijn ook op hoog niveau actief in de muziekwereld.
Zijn solodebuut maakte hij in 1993, met het album The Blue Fiddle, dat door The Irish Echo wordt beschouwd als een van de beste albums van dat jaar.
Seán heeft tot meegewerkt aan de liedjes Ceol Tigh Neachtain, Music at Matt Molloy's, Brendan O'Regan's A Wind of Change, Alan Kelly's Out of the Blue, Mosaic, en Dónal Lunny's Coolfin.

## Discografie
- 1993 - The Blue Fiddle
- 1997 - Lúnasa
- 1999 - Otherworld (Lúnas)a
- 2001 - The Merry Sisters Of Fate (Lúnasa)
- 2002 - Redwood (Lúnasa)
- 2004 - The Kinnitty Sessions (Lúnasa)
- 2006 - Sé (Lúnasa)